# 朱致遠
朱致遠（1922年5月31日—2016年4月5日），安徽阜阳人，曾任第十三任陸軍軍官學校（黃埔軍校）校長、陸軍副總司令、退輔會副主任委員。

## 生平
陸軍軍官學校第16期畢業。當時分校班主任胡宗南，學生總隊隊長劉安祺。
抗戰後，駐守北平，參與第二次國共內戰，傅作義投降中共時，奔赴青島。爾後又赴海南作戰。後到臺灣，又調福建金門、馬祖。
1960年代晉升為陸軍五十八師（首都衛戌師）師長。後任澎湖防衛司令、成功嶺大專集訓中心班主任、政戰學校校長、陸軍官校校長、陸軍八軍團司令、陸軍總司令部首席副總司令、中將退伍後任退輔會副主委。